# Nguyễn Phi Hoàng
Nguyễn Phi Hoàng (sinh ngày 27 tháng 3 năm 2003) là một cầu thủ bóng đá người Việt Nam hiện đang thi đấu ở vị trí tiền đạo cánh cho câu lạc bộ SHB Đà Nẵng.

## Sự nghiệp
Nguyễn Phi Hoàng sinh ra tại Thanh Trạch, Bố Trạch, Quảng Bình. Anh được điền tên vào danh sách đội một SHB Đà Nẵng thi đấu tại V.League 2020 khi chưa tròn 17 tuổi. Ngày 26 tháng 9 năm 2020, anh có trận ra mắt V.League khi vào sân thay người trong trận đấu gặp Hải Phòng.
Mùa giải 2022, Phi Hoàng được huấn luyện viên Phan Thanh Hùng tin tưởng trao cơ hội đá chính nhiều hơn. Đáp lại niềm tin của ông thầy, anh đã liên tục tỏa sáng ở phần đầu của mùa giải, trong đó có cú đúp vào lưới Sông Lam Nghệ An ở vòng 8 và sau đó là quả phạt đền thành công trước Topenland Bình Định. Kết thúc mùa giải, với thành tích ghi 3 bàn thắng và có 3 kiến tạo, Phi Hoàng đã giành giải thưởng "Cầu thủ trẻ xuất sắc nhất V.League 2022".